# Wigandia caracasana
Wigandia caracasana är en strävbladig växtart som beskrevs av Carl Sigismund Kunth. Wigandia caracasana ingår i släktet Wigandia och familjen strävbladiga växter. Inga underarter finns listade i Catalogue of Life.